# 물땡땡이상과
물땡땡이상과(Hydrophiloidea)는 반날개하목에 속하는 딱정벌레 상과의 하나이다. 최근까지 한 개의 과, 물땡땡이과만을 포함하고 있었으나 아과의 일부가 과 분류로 승급하거나 몇몇 과가 다른 과에서 옮겨왔다.

## 분류
- 물땡땡이상과 (Hydrophiloidea)
  - Epimetopidae
  - Georissidae (= Georyssidae)
  - 투구물땡땡이과 (Helophoridae)
  - [[곰보물땡땡이과 (Hydrochidae)
  - 물땡땡이과 (Hydrophilidae)
  - Spercheidae (= Sphaeridiidae)